# Atolmis canescens
Atolmis canescens là một loài bướm đêm thuộc phân họ Arctiinae, họ Erebidae.